# Harmonizacja (norma)
Harmonizacja – proces minimalizowania zbędnych lub sprzecznych norm, które mogły ewoluować niezależnie. Norma przyjęta przez europejskie organizacje normalizacyjne CEN lub CENELEC w odpowiedzi na mandat wydany przez Komisję Europejską po konsultacjach z krajami członkowskimi i odniesienie do której zostało opublikowane w Dzienniku Urzędowym UE. Norma ta wiąże się z obowiązkiem wprowadzenia jej na szczeblu krajowym przynajmniej przez publiczne ogłoszenie numeru i tytułu oraz wycofania wszystkich sprzecznych norm krajowych. W Polsce normy publikuje Polski Komitet Normalizacyjny.
Dokumenty harmonizacyjne są przyjmowane do stosowania w państwach UE oraz na obszarze EFTA. Dotyczą one w szczególności wyrobów, które objęte są obowiązkową oceną zgodności.

## Dyrektywa maszynowa 2006/42/WE a harmonizacja
Harmonizacja norm w kontekście Dyrektywy Maszynowej obejmuje rozwój i przyjęcie norm zharmonizowanych, które są kluczowe dla zapewnienia wysokiego poziomu bezpieczeństwa maszyn i urządzeń na jednolitym rynku europejskim. Normy te są klasyfikowane na trzy główne typy: A, B, i C, które razem tworzą spójny system zapewniania bezpieczeństwa i zgodności z wymaganiami dyrektyw.
Typy Norm Zharmonizowanych:
- Normy typu A określają podstawowe pojęcia, zasady projektowania i ogólne aspekty bezpieczeństwa, które mają zastosowanie do wszelkiego rodzaju maszyn. Są to normy ogólne, które nie odnoszą się do konkretnego urządzenia czy maszyny. Przykładem normy typu A jest EN ISO 12100:2010 - "Bezpieczeństwo maszyn. Ogólne zasady projektowania. Ocena ryzyka i redukcja ryzyka", która dostarcza wytyczne dotyczące oceny ryzyka i metod jego minimalizacji.
- Normy typu B dzielą się na dwie podkategorie: B1, dotyczące szczególnych aspektów bezpieczeństwa (np. systemy sterowania, odległości bezpieczeństwa, temperatury) oraz B2, odnoszące się do bezpieczeństwa określonych urządzeń (np. zabezpieczenia, przekaźniki bezpieczeństwa). Przykłady norm typu B to EN ISO 13849-1:2015 - "Bezpieczeństwo maszyn. Elementy systemów sterowania związane z bezpieczeństwem" (typ B1) oraz EN ISO 13857:2008 - "Bezpieczeństwo maszyn. Odległości bezpieczeństwa" (typ B2).
- Normy typu C dotyczą szczegółowych wymagań dla konkretnych typów maszyn lub grup maszyn. Określają one szczegółowe wymagania bezpieczeństwa i środki ochronne, które muszą być spełnione przez specyficzne maszyny lub urządzenia. Na przykład, EN 13000:2010 - "Dźwigi samojezdne" jest normą typu C, która określa wymagania dla konkretnego rodzaju maszyny.

Proces Harmonizacji i Znaczenie Norm:
Harmonizacja norm jest procesem, który ma na celu ujednolicenie wymagań technicznych i bezpieczeństwa na całym obszarze UE i EFTA. Normy zharmonizowane są opracowywane przez europejskie organizacje normalizacyjne, takie jak CEN, CENELEC, i ETSI, w odpowiedzi na mandaty Komisji Europejskiej. Po przyjęciu i opublikowaniu odniesienia do normy w Dzienniku Urzędowym UE, staje się ona wiążąca dla państw członkowskich, które muszą wprowadzić ją na szczebel krajowy i wycofać wszelkie sprzeczne normy krajowe.
Stosowanie norm zharmonizowanych jest kluczowe dla producentów, ponieważ zapewnia "domniemanie zgodności" z podstawowymi wymaganiami zdrowotnymi i bezpieczeństwa określonymi w odpowiednich dyrektywach UE. Oznacza to, że produkty zgodne z tymi normami mogą być swobodnie wprowadzane na rynek